# Haslen
Haslen fue hasta el 31 de diciembre de 2010 una comuna suiza del cantón de Glaris.
Desde el 1 de enero de 2011 es una localidad de la nueva comuna de Glaris Sur al igual que las antiguas comunas de Betschwanden, Braunwald, Elm, Engi, Linthal, Luchsingen, Matt, Mitlödi, Rüti, Schwanden, Schwändi y Sool.

## Geografía
Haslen se encuentra situada al centro-sur del cantón, en el valle del río Linth. La antigua comuna limitaba al norte y al este con la comuna de Schwanden, y al sur y al oeste con Luchsingen.

## Historia
La comuna anterior a la fusión incorporaba los territorios de las antiguas comunas de Leuggelbach y Nidfurn, las cuales se habían fusionado con Haslen el 1 de julio de 2006.

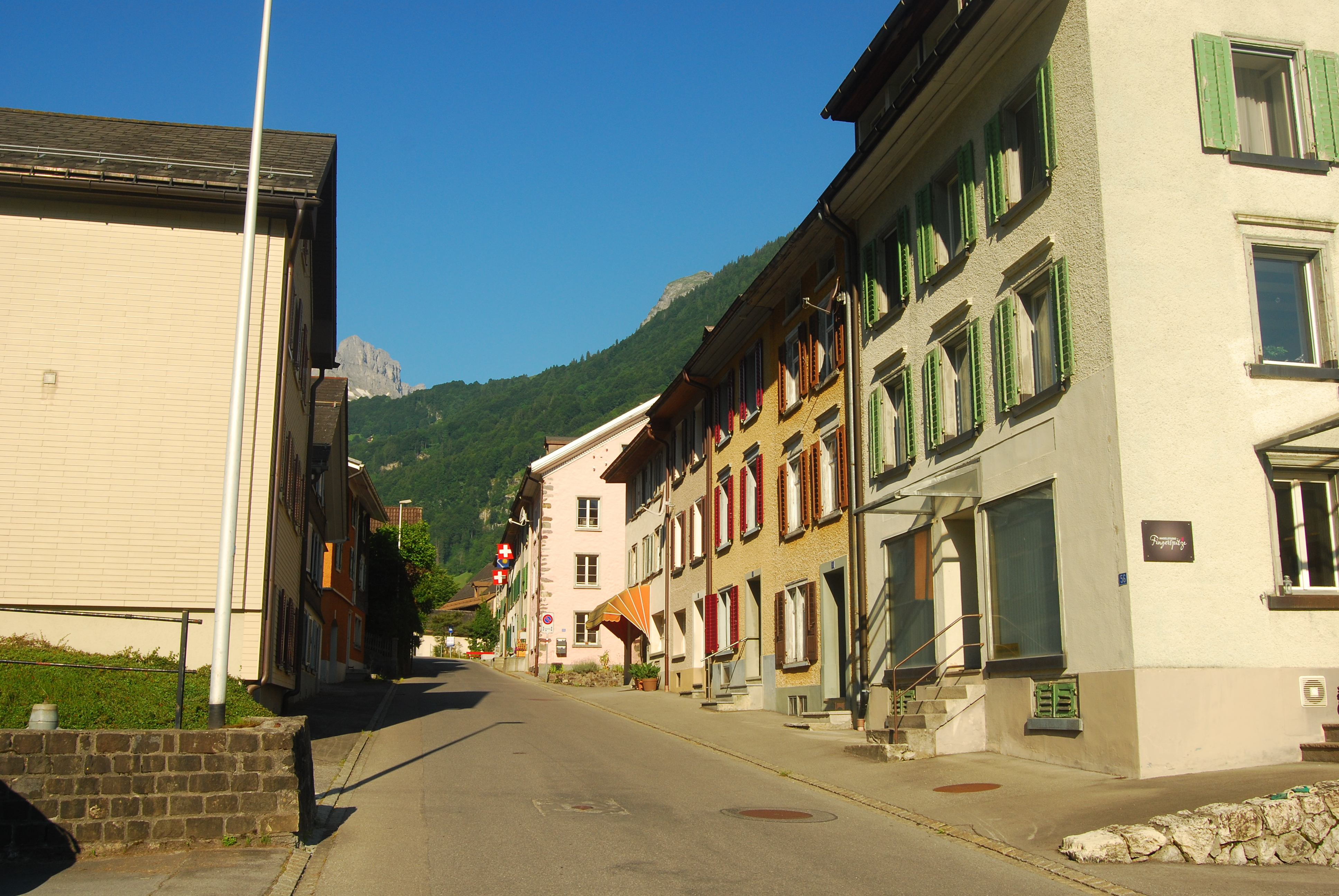
Haslen.

## Transportes
Ferrocarril
Existe un apeadero ferroviario a las afueras de la localidad en la que efectúan parada trenes de ámbito regional que la unen con otras localidades y comunas del cantón.